# Rakuunat
Maillots
Le Rakuunat Lappeenranta est un club finlandais de football basé à Lappeenranta.

## Historique
- 1945 : fondation du club sous le nom de LaPa
- 1991 : fusion avec le LauTP en FC Lappeenranta
- 1994 : le club est renommé Rakuunat

## Palmarès
- Coupe de Finlande de football
  - Finaliste : 1964